# Io sono Helen Driscoll
Io sono Helen Driscoll (A Stir of Echoes) è un romanzo horror di Richard Matheson del 1958.

## La trama
Tom vive tranquillamente nella provincia californiana con la moglie Anne ed il giovane figlio Richard. I suoi vicini sono cordiali, anche se un po' invadenti.
Una sera partecipa ad una festa che vede riunita la sua famiglia, i suoi vicini, e suo cognato Phil. Quest'ultimo, per animare la serata, dichiara di essere in grado di ipnotizzare chiunque e fargli poi compiere atti che da sveglio non farebbe mai. Sarà proprio Tom ad essere scelto come cavia per l'esperimento di Phil.
Tom si risveglia fra l'ilarità generale ed apprende di essere stato ipnotizzato da Phil e di aver fatto delle cose ridicole. La serata finisce e Tom è imbarazzato per quello che può aver combinato sotto ipnosi.
Però quella notte, mentre cerca di addormentarsi, Tom ha una visione: c'è una donna trasparente in soggiorno. Quando cerca di convincere gli altri di aver visto uno spettro, nessuno gli crede, così come nessuno crede ai malori che lo colgono e al fatto che sembra prevedere alcune disgrazie che avvengono. Tom scopre che dopo essersi svegliato dall'ipnosi la sua mente si è trasformata in un canale aperto alle onde telepatiche. Scopre di poter leggere i pensieri e di prevedere gli eventi negativi.
La sua vita è sconvolta da crisi frequenti e quasi ogni notte sente la presenza dello spettro. 

## Storia editoriale

### Italia
Il titolo italiano è stato scelto probabilmente per richiamare l'altro famoso romanzo dell'autore, Io sono leggenda (I Am Legend, 1954), ma svela l'identità dello spettro, cosa che non succede con il titolo originale A Stir of Echoes ("Un miscuglio di echi").
Il romanzo uscì in Italia il 21 giugno 1959 nella collana fantascientifica Urania (numero 206). Nella stessa collana fu ristampato il 17 novembre 1968 (numero 501).

## Trasposizione cinematografica
Nel 1999 il regista David Koepp diresse la trasposizione cinematografica del romanzo, Echi mortali (Stir of Echoes), con Kevin Bacon protagonista.

## Personaggi
- Tom Wallace: protagonista
- Anne Wallace: sua moglie, incinta
- Richard Wallace: suo figlio bambino
- Phil: suo cognato, studente universitario
- Frank, Elizabeth, Ron, Elsie: vicini di casa

## Edizioni
- Richard Matheson, Io sono Helen Driscoll, traduzione di Hilia Brinis, Classici Urania n.45, Mondadori, 1980,  p. 186.
- Richard Matheson, Io sono Helen Driscoll, traduzione di Anna Ricci, collana Gli aceri, Fanucci, 2008,  p. 240, ISBN 978-88-347-1361-7.